# Francisco Valero y Losa
Francisco Javier Valero y Losa (Villanueva de la Jara, Conca, 3 de desembre de 1664 - Madrid, 23 d'abril de 1720) va ser un religiós espanyol.
Fill de Felipe Valero i Ana de Losa, va estudiar en la seva infantesa en l'escola dels jesuïtes, en les matèries de gramàtica, retòrica i llatinitat. Entrà a la Universitat d'Alcalá de Henares, va quedar sense beca i estigué en règim de pupil·latge. Es llicencià el 1983 en estudis d'art i filosofia, doctorant-se en filosofia el 1690. L'any següent es llicenciava en teologia.
Poc abans de la Guerra de Successió, Valero va convertir-se en rector de la seva vila natal, on durant la guerra va haver-hi un atac de les tropes austracistes que ocasionaren nombroses destrosses i pèrdues materials. Per tal d'obtenir una dispensa en la contribució a la corona, Valero encapçalà una comissió que va visitar la cort de Felip V. Valero va obrenir molt de prestigi i el monarca va decidir que se'l nomenés bisbe de Badajoz. La seva consagració va dur-se a terme l'1 de maig de 1707 al Col·legi Imperial dels Jesuïtes de Madrid per part de l'arquebisbe de València Antoni Folch de Cardona.
El 1715 va ser elevat a l'arquebisbat de Toledo. Durant el seu mandat va dictar decrets, aprovats pel rei, contra els Carnavals i les comèdies que interrompien les processons, amb la voluntat de separar l'acte litúrgic i el laic que acostumaven a anar units. Tanmateix, les crítiques no van ser ben acceptades per alguns sectors de la noblesa i la burgesia.
El 23 d'abril de 1720 va morir a Madrid, afectat de gota, malaltia que arrossegava des de feia anys.